# 日高旺
日高 旺（ひだか うまし、1929年（昭和4年）5月9日 - 2022年（令和4年）6月17日）は、日本のジャーナリスト、新聞経営者。南日本新聞社社長、鹿児島テレビ放送（KTS）社長を歴任したほか、民俗ジャーナリストとしても知られた。

## 来歴・人物
父は種子島にある鹿児島県西之表町出身の小学校教師で、彼の赴任先である屋久島の上屋久村にて生誕。2歳の頃より母方の祖父である三浦安能西之表町長（元上屋久村長）のもとに預けられて幼少期を過ごす。小学校より鹿児島市に移り、鹿児島県立第二鹿児島中学校 (旧制)卒業。文化学院中退の後、鹿児島県立大学短期大学部国文科を1952年に卒業。
アルバイトをしていた南日本新聞社へ1951年に入社し、新聞記者となる。編集局文化部長（1964年）、編集局政経部長（1969年）、論説委員を経て、1978年編集局長。1981年取締役となり1985年専務取締役、1987年代表取締役社長に就任。在任中はグローカル主義を提唱し、地方紙には珍しい海外支局を香港に設置したほか、南日本美術展50周年を記念し、同展によるパリ派遣留学生の作品展をパリにて開催。関連会社（南日本新聞開発センター、南日本オフセット輪転、南日本新聞販売）の代表取締役社長も兼任した。1995年に南日本新聞社社長を退任し、1996年6月から2002年まで鹿児島テレビ放送（KTS）社長。
民俗ジャーナリストとしても知られ、膨大な取材と研究により黒潮文化論を論じ、著書『黒潮のフォークロア　海の叙事詩』（未来社、1985年）、『景にあう　地方文化の旅』（未来社、1999年）、『黒潮の文化史』（南方新社、2005年）を刊行。また、鹿児島純心女子短期大学人間文化コースや鹿児島純心女子大学国際言語文化学部の非常勤講師を務めた。明治期から女子教育をおこなった鹿児島県の私学である実践学園の歴史にも造詣があり、学園史誌や創設者の伝記などの編著にも携わったほか、1993年2月から2015年10月まで旧・実践学園、志學館学園（1999年に改称）の理事を務めた。
2006年11月旭日中綬章受章。
2022年6月17日、老衰のため千葉県千葉市の病院で死去。96歳没。